# Skräckens ansikte
Skräckens ansikte (originaltitel: The Man Who Could Cheat Death) är en brittisk skräckfilm från 1959, producerad av Hammer Film Productions.

## Handling
Skulptören Georges Bonnet (Anton Diffring) lyckas hejda sitt eget åldrande genom att dricka ett elixir gjort på bisköldkörtlarna från mördade kvinnor. 

## Rollista i urval
- Anton Diffring som Dr Georges Bonnet
- Hazel Court som Janine Dubois
- Christopher Lee som Dr Pierre Gerard
- Arnold Marlé som Professor Ludwig Weiss
- Delphi Lawrence som Margo Phillipe
- Francis de Wolff som kommissarie LeGris
- Gerda Larsen som en gatflicka